# Киркпатрик, Джин
Джин Дуэйн Киркпатрик (англ. Jeane Duane Kirkpatrick, урождённая Джордан, англ. Jordan; 19 ноября 1926 года, Дункан — 7 декабря 2006 года) — американский государственный деятель.
Профессор Джорджтаунского Университета. Автор девяти книг по политологии, в частности книги «Диктатуры и двойные стандарты: рационализм и разум в политике», долгое время была постоянным колумнистом в ведущих газетах США.
Джин Киркпатрик считалась «живой легендой» мировой политики. Это первая женщина в истории Америки, ставшая высокопоставленным членом Администрации США, представителем в ООН (1981—1985) и вошедшая в Президентский совет по внешней разведке (англ. President's Foreign Intelligence Advisory Board) (1985—1990).
Входила в Совет национальной безопасности США. Являлась членом правления МРИ.

## Биография
Джин Джордан родилась в городе Дункан, штат Оклахома. Отец — бурильщик нефтяных скважин, мать — бухгалтер. Когда Джин исполнилось 12 лет, семья переехала в Иллинойс.
Хотя большую часть жизни она придерживалась консервативных взглядов, но в молодости состояла в молодёжной организации Социалистической партии Америки, а в Колумбийском университете она училась под руководством левого мыслителя Франца Ноймана.
В 1964 переехала в Вашингтон. В 1955 году вышла замуж за Эврона Киркпатрика.
Работала в Джорджтаунском университете.
В большую политику Джин ввел муж, советник видного деятеля Демократической партии США Хьюберта Хамфри.
В 1979 году в правом журнале «Commentary» вышла самая знаменитая работа Джин Киркпатрик — многостраничная статья «Диктатуры и двойные стандарты». Статью прочёл Рональд Рейган, и вскоре Джин Киркпатрик уже работала в предвыборном штабе Рейгана. После победы Рейгана на выборах, получила назначение на должность постоянного представителя США в ООН (1981—1985).
Во время Фолклендской войны в 1982 году занимала проаргентинскую позицию.
После, до конца срока Рейгана, работала в совете по иностранной разведке и совете по оборонной политике США.
До 1985 года Киркпатрик была членом Демократической партии США. В 1985 она перешла от демократов в стан республиканцев.
После ухода Рейгана в отставку Киркпатрик вернулась к преподавательской работе, а также работала на должности старшего научного сотрудника одного из самых известных правых исследовательских центров США — American Enterprise Institute. В 1992 году Киркпатрик высказалась против молдавских и румынских притязаний на Приднестровье.
После смерти мужа в 1995 году её здоровье сильно ухудшилось.
Скончалась дома, в Бетесде (Мэриленд) 7 декабря 2006 года от сердечной недостаточности.

## Семья
Дети: Даглас Джордан (Douglas Jordan, 1956—2006), Джон Эврон и Стюарт Алан (известный как буддийский лама Трактунг Ринпош).

## Награды
- Президентская медаль Свободы (1985)
- Медаль «За отличную службу» (США) (1992)[4]
- Орден Томаша Гаррига Масарика

## Известные фразы
Русские играют в шахматы, тогда как мы играем в монополию. Единственный вопрос, успеют ли они поставить нам мат до того, как мы их обанкротим.

## Память
- Международный республиканский институт учредил награду имени Джин Киркпатрик в 2008 году[4]